# Чечотт Генріх Оттонович
Чечотт Генріх Оттонович (30.06.1875, Санкт-Петербург, Росія — 1928, Фрайберг, Німеччина) — польський і російський вчений у галузі збагачення корисних копалин.

## З біографії
Освіта: Санкт-Петербурзький Гірничий інститут (в 1900). Після закінчення інституту працював у Головному гірничому управлінні (1901-08), потім у Гірничому інституті (1909-22), екстраординарний професор (1915), директор інституту МЕХАНОБР — науково-дослідний і проектний інститут збагачення корисних копалин (1920-22), професор Краківської гірничо-металургійної академії (КГМА) (1922-28), завідувач кафедри гірництва у КГМА. Підготував і опублікував в Польщі 43 наукових праці, — суттєвий внесок у польську науку про переробку корисних копалин.
Чечотт Генріх Оттонович створив наукову школу зі збагачення корисних копалин. Зокрема, він сформулював і обґрунтував принцип («не подрібнювати нічого зайвого»), за яким дроблення і подрібнення корисних копалин проводиться в суворій відповідності з розміром вкраплень у нього окремих компонентів. Розробив метод графічного визначення залежності між кінцевою швидкістю падіння в воді мінерального зерна, його діаметром і густиною (діаграма Чечотта), вивів формулу, згодом названу його ім'ям, згідно з якою вага мінімальної проби пропорційна квадрату діаметра максимального шматка досліджуваного матеріалу.
Чечотт Генріх Оттонович похований у Варшаві на Євангелістському цвинтарі.

## Інтернет-ресурси
- Prace Henryka Czeczotta w bibliotece Polona